# U-26 (tàu ngầm Đức) (1936)
U-26 là một trong số hai tàu ngầm đi biển Type IA được Hải quân Đức Quốc Xã chế tạo trước Chiến tranh Thế giới thứ hai. Được đóng bởi xưởng tàu DeSchiMAG AG Weser tại Bremen, U-25 đi vào hoạt động năm 1936. Nó có lịch sử hoạt động ngắn nhưng rất thành công trong Thế Chiến II, đánh chìm được mười một tàu buôn với tổng tải trọng 48.645 tấn, và gây hư hại cho một chiếc khác trước khi bị hư hại nặng do trúng mìn sâu ngoài khơi Ireland và phải tự đánh chìm vào tháng 7, 1940.

## Thiết kế và chế tạo
Lớp Type IA này là nỗ lực đầu tiên của Hải quân Đức Quốc Xã sau Thế Chiến I nhằm chế tạo một kiểu tàu ngầm đi biển. Chúng có trọng lượng choán nước 862 t (848 tấn Anh) khi nổi và 982 t (966 tấn Anh) khi lặn); và với hai động cơ diesel-điện được trang bị, chúng đạt được tốc độ 18 hải lý trên giờ (33 km/h; 21 mph) trên mặt nước và 8,3 hải lý trên giờ (15,4 km/h; 9,6 mph) khi lặn, với tầm hoạt động tối đa 7.900 nmi (14.600 km; 9.100 mi) khi đi tốc độ đường trường 10 hải lý trên giờ (19 km/h; 12 mph). Vũ khí trang bị bao gồm sáu ống phóng ngư lôi 53,3 cm (21 in), gồm 4 trước mũi và 2 phía đuôi, với tổng cộng 22 quả ngư lôi. Một hải pháo 10,5 cm (4,1 in) SK C/32 cũng được trang bị trên boong tàu.
U-26 được đặt hàng tại xưởng tàu DeSchiMAG AG Weser tại Bremen vào ngày 17 tháng 12, 1934. Nó được đặt lườn vào ngày 1 tháng 8, 1935. Nó được hạ thủy vào ngày 14 tháng 3, 1936, và nhập biên chế cùng Hải quân Đức Quốc Xã vào ngày 6 tháng 5, 1936, dưới quyền chỉ huy của Hạm trưởng, Thiếu tá Hải quân Werner Hartmann.

## Lịch sử hoạt động
Cho đến năm 1940, U-26 chủ yếu được sử dụng như một tàu huấn luyện và hoạt động tuyên truyền cho Đức Quốc Xã. Trong quá trình chạy thử máy, nó được cho là khó điều khiển, có độ ổn định kém và tốc độ lặn chậm. Khi Chiến tranh Thế giới thứ hai bùng nổ, do tình trạng thiếu hụt tàu ngầm hoạt động, con tàu được huy động làm nhiệm vụ tác chiến. Nó đã thực hiện tổng cộng năm chuyến tuần tra từ tháng 8, 1939 đến tháng 7, 1940, đánh chìm mười một tàu buôn với tổng tải trọng 48.645 gross register tons (GRT) và gây hư hại cho một chiếc khác.
U-26 là một trong nhóm tàu ngầm Đức đầu tiên được phái ra Đại Tây Dương trước khi Đức xâm chiếm Ba Lan. Nó xuất phát vào ngày 28 tháng 8 với thủy lôi và sáu quả ngư lôi, và tuần tra phía Tây eo biển Manche để sẵn sàng rải mìn phong tỏa cảng Portland. Khi xung đột bùng nổ, vào ngày 4 tháng 9, nó tìm cách xâm nhập cảng, nhưng bị ngăn trở do hoạt động chống tàu ngầm dày đặc của đối phương, nên hai lần xâm nhập đã không thành công. Bốn ngày sau đó, nó tìm thấy một vị trí thuận tiện và rải một bãi thủy lôi TMB, rồi rút lui ra vùng nước sâu hơn để nạp ngư lôi vào ống phóng và tiếp tục tuần tra. Tuy nhiên, tàu tuần tra đối phương hoạt động liên tục khiến U-26 không thể liên lạc về căn cứ, và cộng với việc Bộ Hải quân Anh tuyên bố tiêu diệt một tàu ngầm rải mìn vào ngày 8 tháng 9, Đô đốc Karl Dönitz, chỉ huy Lực lượng Tàu ngầm Đức lo ngại rằng U-26 đã bị đánh chìm tại vùng nước nông. Lo ngại máy mật mã Enigma lọt vào tay đối phương, Bộ tổng chỉ huy Hải quân Đức ra lệnh thay đổi bảng mã, đồng thời không cho phép tàu rải mìn mang theo máy mật mã. Tuy nhiên U-26 đã thoát khỏi lực lượng đối phương để đi ra Đại Tây Dương, và liên lạc trở lại với căn cứ.

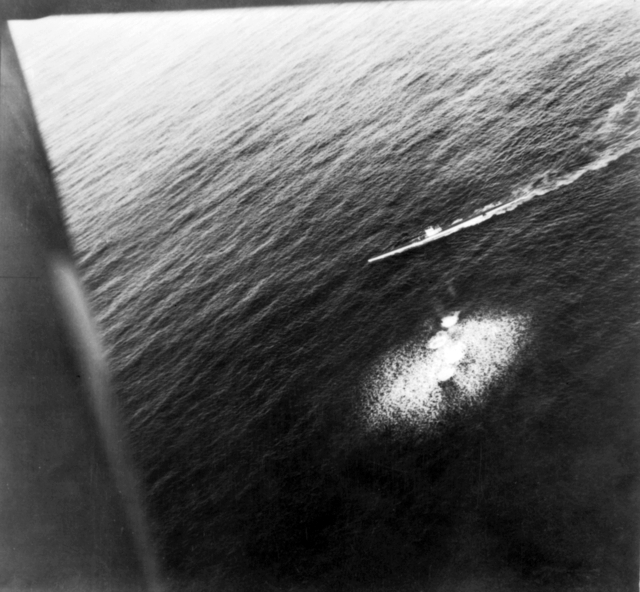
U-26 bị một thủy phi cơ Sunderland tấn công vào ngày 1 tháng 7, 1940.

Trong khi hoạt động rải thủy lôi nói chung không được các hạm trưởng tàu ngầm ưa thích vì nhiều lý do, bãi mìn đầu tiên được U-26 rải trong chiến tranh đem lại kết quả lớn, với ba tàu buôn Anh, Bỉ và Hà Lan với tổng tải trọng 17.414 tấn đã đắm do trúng mìn, đồng thời tàu corvette HMS Kittiwake bị hư hại nặng.
Trong chuyến tuần tra thứ hai, U-26 là tàu ngầm U-boat Đức đầu tiên xâm nhập Địa Trung Hải. Nó còn thực hiện thêm ba chuyến tuần tra và đánh chìm thêm bốn tàu buôn nữa.
Vào ngày 1 tháng 7, 1940, I-26 bị hư hại nặng sau khi trúng một loạt tám quả mìn sâu thả từ tàu corvette HMS Gladiolus (K34) và bom thả từ một thủy phi cơ Short Sunderland; và bị buộc phải tự đánh chìm tại vùng biển Đại Tây Dương về phía Tây Nam Ireland, tại tọa độ 48°03′B 11°30′T / 48,05°B 11,5°T. Toàn bộ 48 thành viên thủy thủ đoàn đều được phía Anh cứu vớt.

### Tóm tắt chiến công
U-26 đã đánh chìm mười một tàu buôn với tổng tải trọng 48.645 gross register tons (GRT) và gây hư hại cho một chiếc khác tải trọng 4.871 GRT:
| Ngày              | Tên tàu                 | Quốc tịch      | Tải trọng | Số phận         |
| ----------------- | ----------------------- | -------------- | --------- | --------------- |
| 15 tháng 9, 1939  | Alex van Opstal         | Belgium        | 5.965     | Đánh chìm (mìn) |
| 7 tháng 10, 1939  | Binnendijk              | Netherlands    | 6.873     | Đánh chìm (mìn) |
| 13 tháng 11, 1939 | Loire                   | France         | 4.285     | Đánh chìm       |
| 22 tháng 11, 1939 | Elena R.                | Greece         | 4.576     | Đánh chìm (mìn) |
| 12 tháng 2, 1940  | Nidarholm               | Norway         | 3.482     | Đánh chìm       |
| 14 tháng 2, 1940  | Langleeford             | United Kingdom | 4.622     | Đánh chìm       |
| 15 tháng 2, 1940  | Steinstad               | Norway         | 2.477     | Đánh chìm       |
| 21 tháng 4, 1940  | Cedarbank               | United Kingdom | 5.159     | Đánh chìm       |
| 26 tháng 6, 1940  | Frangoula B. Goulandris | Greece         | 6.701     | Đánh chìm       |
| 30 tháng 6, 1940  | Belmoira                | Norway         | 3.214     | Đánh chìm       |
| 30 tháng 6, 1940  | Merkur                  | Estonia        | 1.291     | Đánh chìm       |
| 1 tháng 7, 1940   | Zarian                  | United Kingdom | 4.871     | Hư hại          |